# Dendryphantes yadongensis
Dendryphantes yadongensis är en spindelart som beskrevs av Hu 200. Dendryphantes yadongensis ingår i släktet Dendryphantes och familjen hoppspindlar. Inga underarter finns listade i Catalogue of Life.